# Tsegaye Gabre-Medhin
Tsegaye Gabre-Medhin (scritto anche Gabre-Medhin Tsegaye ; in amarico: ጸጋዬ ገብረ መድህን; Boda, 17 agosto 1936 – New York, 25 febbraio 2006) è stato un poeta, scrittore e drammaturgo etiope.
È considerato il più grande drammaturgo d'Etiopia.

## Biografia

### Gli studi
Nato a Boda, un piccolo villaggio distante 120 chilometri dal centro amministrativo di Ambo, iniziò gli studi giuridici nel suo paese natale. Trasferitosi negli Stati Uniti, si laureò nel 1959 alla Blackstone School of Law, a Chicago. Interessatosi al teatro, studiò al Royal Court Theatre di Londra e alla Comédie-Française di Parigi.

### Il ritorno in Etiopia
Tornato nel suo paese natio, divenne direttore del teatro Hailé Selassié I (oggi Teatro Nazionale) per dieci anni, dal 1961 al 1971. Successivamente fondò il dipartimento di studi teatrali all'Università di Addis Abeba.

### L'attività da drammaturgo e le traduzioni
Medhin scrisse più di trenta opere teatrali (la maggior parte di esse in lingua amarica). Tradusse in amarico e rappresentò a teatro tre opere di William Shakespeare: Otello, Macbeth e Amleto. Le rappresentazioni teatrali delle tre tragedie furono molto popolari nel paese, specialmente tra i più giovani, in quanto Medhin non si limitò a tradurre semplicemente i testi, effettuando delle "traduzioni creative", adattando gli originali per il pubblico etiope. Altri drammaturghi europei tradotti da Medhin sono Brecht e Molière.

### Il ritorno negli Stati Uniti e la morte
Nel 1998 Medhin ritornò negli Stati Uniti, trasferendosi a New York, per curare una grave malattia. L'annuncio della sua scomparsa fu dato dalla sua famiglia il 25 febbraio del 2006.